# Винницкие Хутора
Ви́нницкие Хутора́ (укр. Ві́нницькі Хутори́) — село в Винницком районе Винницкой области Украины.
Код КОАТУУ — 0520681003. Население по данным 2024 года составляет 6800 человек. Почтовый индекс — 23219. Телефонный код — 432.
Занимает площадь 2,418 км².
В селе родился Герой Советского Союза Пётр Матиенко.

## История
Образовано в 1957 году путем объединения сел Великие Хутора, Малые Хутора и Кайдачиха.
На карте Винницы, датируемой 1916-м годом, находится рядом с Малыми хуторами (еще называются Педьки или Педченки) в составе Винницы под названием Большие хутора. Числились, наряду с Малыми хуторами, как предместье Винницы.
Исторически в состав Винницких хуторов входили села: Кайдачиха, Тененки и Геталка. Название Кайдачиха сохранила за собой часть села..

## Религия
В селе действует храм Великомученика Георгия Победоносца Винницкого районного благочиния Винницкой епархии Украинской православной церкви.

## Объекты социальной сферы
Имеется общеобразовательная школа I—III ступеней, в которой учатся около 300 чел. У школы имеется собственная библиотека, а также столовая.
Кроме средней школы, имеется и музыкальная школа.
Исторически в состав Винницких хуторов входили села: Кайдачиха, Тененки и Геталка. Название Кайдачиха сохранила за собой часть села..

## Адрес местного совета
23201, Винницкая область, Винницкий р-н, с. Винницкие Хутора, ул. Ленина; тел. 62-02-03